# أسامة تبي
أسامة تبي (مواليد 23 سبتمبر 1991) هو لاعب كرة قدم جزائري.

## المسيرة
في يونيو 2016، أمضى عقدًا مع سريع غليزان لمدة عامين.
في ديسمبر 2017، أمضى عقدًا مع مولودية الجزائر لمدة 18 شهرا خلال الانتقالات الشتوية.
في يوليو 2019، وقع عقدًا مع نادي وفاق سطيف في صفقة انتقال مجانية.
في عام 2021، انضم إلى نادي أمل عين مليلة.